# Mustela itatsi
Mustela itatsi là một loài động vật có vú trong họ Chồn, bộ Ăn thịt. Loài này được Temminck mô tả năm 1844.

## Hình ảnh

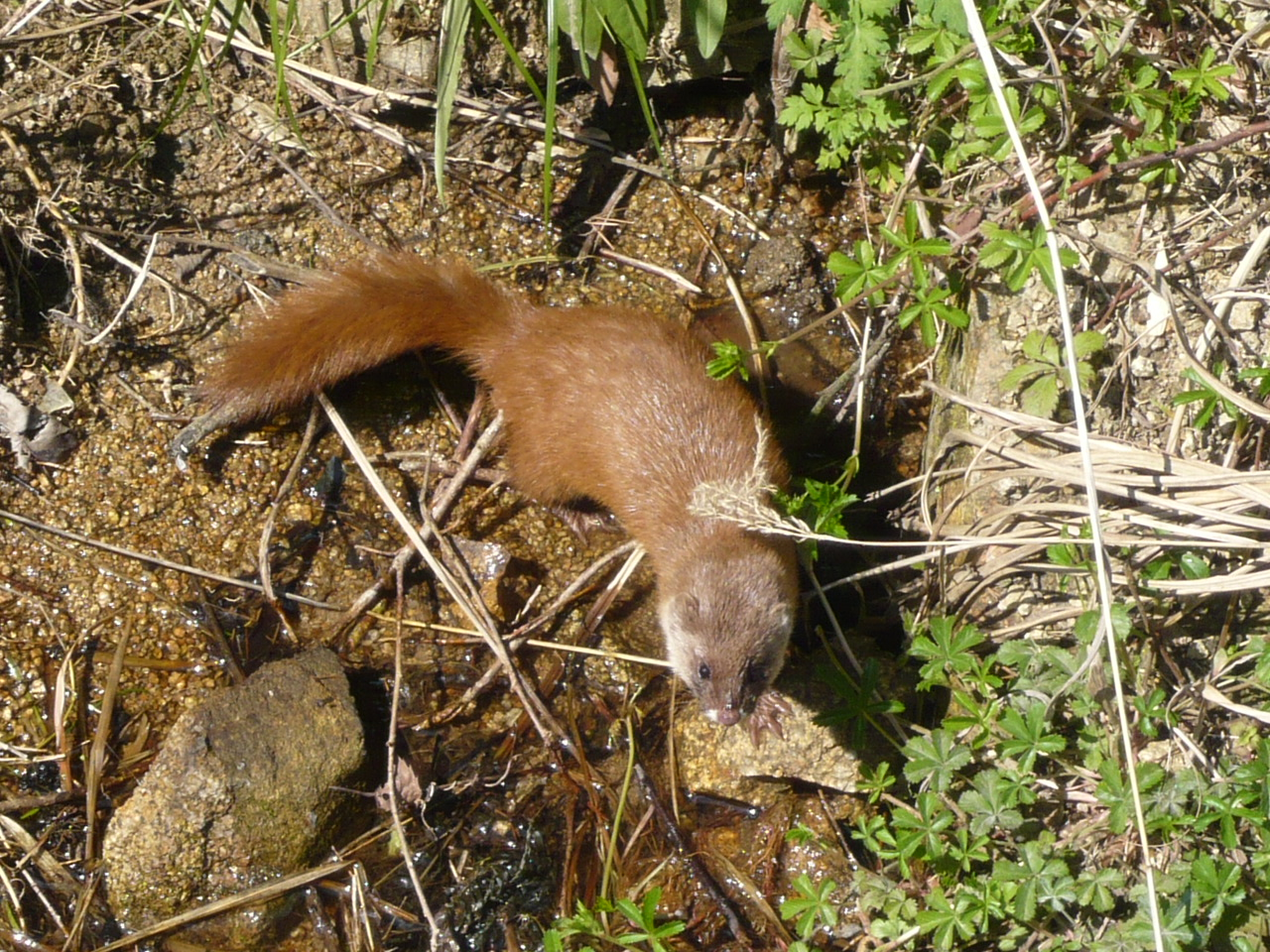
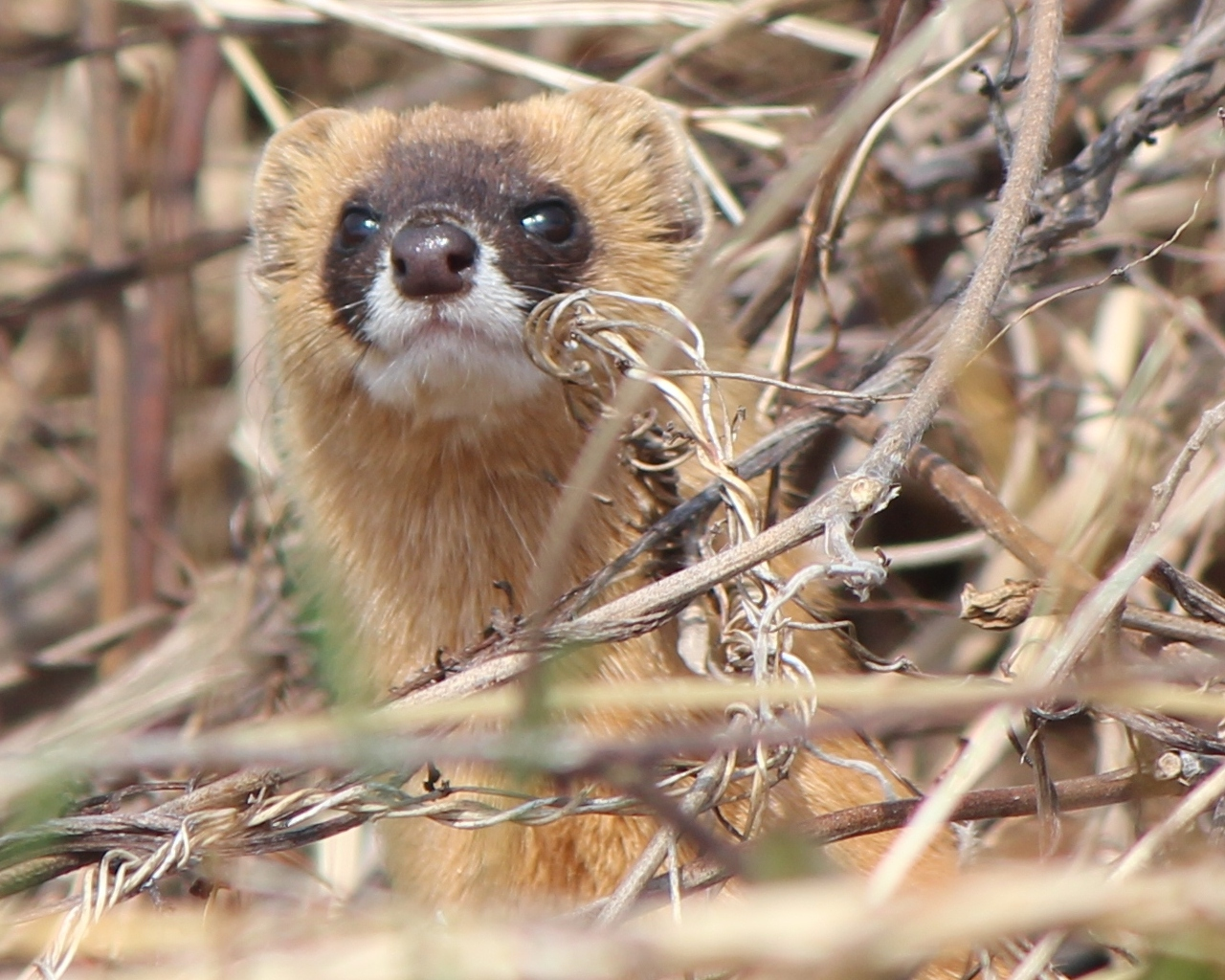
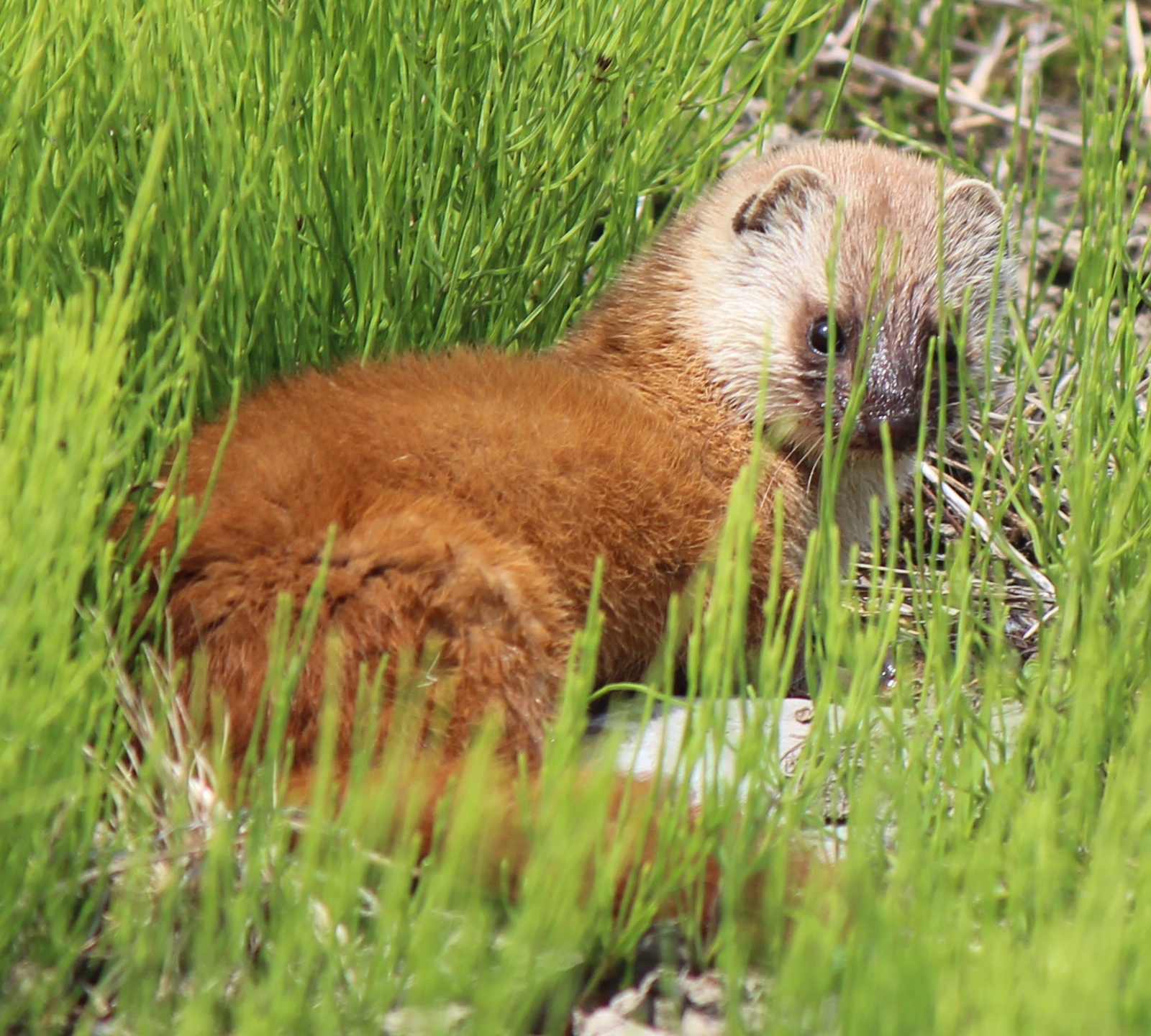